# シライトソウ属
シライトソウ属（シライトソウぞく、学名：Chionographis、和名漢字表記：白糸草属）はメランチウム科の属の一つ。クロンキスト体系では、ユリ科に分類されていた。

## 特徴
多年草。花は白色で穂状花序につき、左右相称になる。花被片は6個で、うち上方の4個が発達し長い線形になり、下方の2個は短い。まれに3個が長く、3個が短い場合もある。雄蕊は6個あり、花糸は短く、葯はやや球形になる。子房は上位で球形になり、3室あり、各室に2個の胚珠がある。花柱は浅く3裂し、内側に柱頭がある。果実は蒴果で、長さ3-4mmになり、種子は長楕円形になる。
日本、朝鮮、中国に数種あり、日本には2-3種が分布する。

## 種

### 日本の種
- アズマシライトソウ Chionographis hisauchiana (Okuyama) N.Tanaka -本州の関東地方に分布する。シライトソウ C. japonica の変種とする場合もある。絶滅危惧II類 (VU)。
  - クロヒメシライトソウ Chionographis hisauchiana (Okuyama) N.Tanaka subsp. kurohimensis (Ajima et Satomi) N.Tanaka -本州の日本海側（長野県、新潟県、秋田県）に分布する。シライトソウ C. japonica の変種とする場合もある。絶滅危惧II類 (VU)。
  - ミノシライトソウ Chionographis hisauchiana (Okuyama) N.Tanaka subsp. minoensis (H.Hara) N.Tanaka -本州岐阜県に分布。シライトソウ C. japonica の変種とする場合もある。絶滅危惧IB類(EN)。
- シライトソウ Chionographis japonica Maxim. -本州（秋田県以南）、四国、九州、朝鮮南部に分布する。
  - ヤクシマシライトソウ Chionographis japonica Maxim. var. yakusimensis Masam. -屋久島に分布する。絶滅危惧II類 (VU)。
- チャボシライトソウ Chionographis koidzumiana Ohwi -本州（愛知県、紀伊半島）、四国、九州に分布する。絶滅危惧II類 (VU)。
  - クロカミシライトソウ Chionographis koidzumiana Ohwi var. kurokamiana (H.Hara) M.Maki -佐賀県に分布する。シライトソウ C. japonica の変種とする場合もある。絶滅危惧IA類(CR)。

### 外国の種
- Chionographis chinensis K.Krause -中国に分布
- Chionographis merrilliana H.Hara -中国に分布